# 交響曲第6番 (ベートーヴェン)
交響曲第6番 ヘ長調 作品68『田園』（こうきょうきょくだい6ばん へちょうちょう さくひん68 でんえん、 ドイツ語: Sinfonie Nr. 6 F-Dur op. 68 "Pastorale"）は、ドイツ出身の古典派音楽の作曲家、ルートヴィヒ・ヴァン・ベートーヴェン（1770年 - 1827年）が1808年に完成させた6番目の交響曲。
演奏時間は約39分（第1楽章：11分、第2楽章：13分、第3楽章 - 第4楽章 - 第5楽章：15分）と紹介する例があるが、反復の有無、指揮者の解釈や時代による演奏様式の変化により演奏時間には幅がある。
古典派交響曲としては異例の5楽章で構成されており、第3楽章から第5楽章は連続して演奏され、全曲及び各楽章に描写的な標題が付けられるなど、ベートーヴェンが完成させた9つの交響曲の中では合唱を導入した交響曲第9番と並んで独特の外形的特徴を持つ。
また、徹底した動機展開による統一的な楽曲構成法という点で、前作交響曲第5番（作品67）とともにベートーヴェン作品のひとつの究極をなす。

## タイトルについて

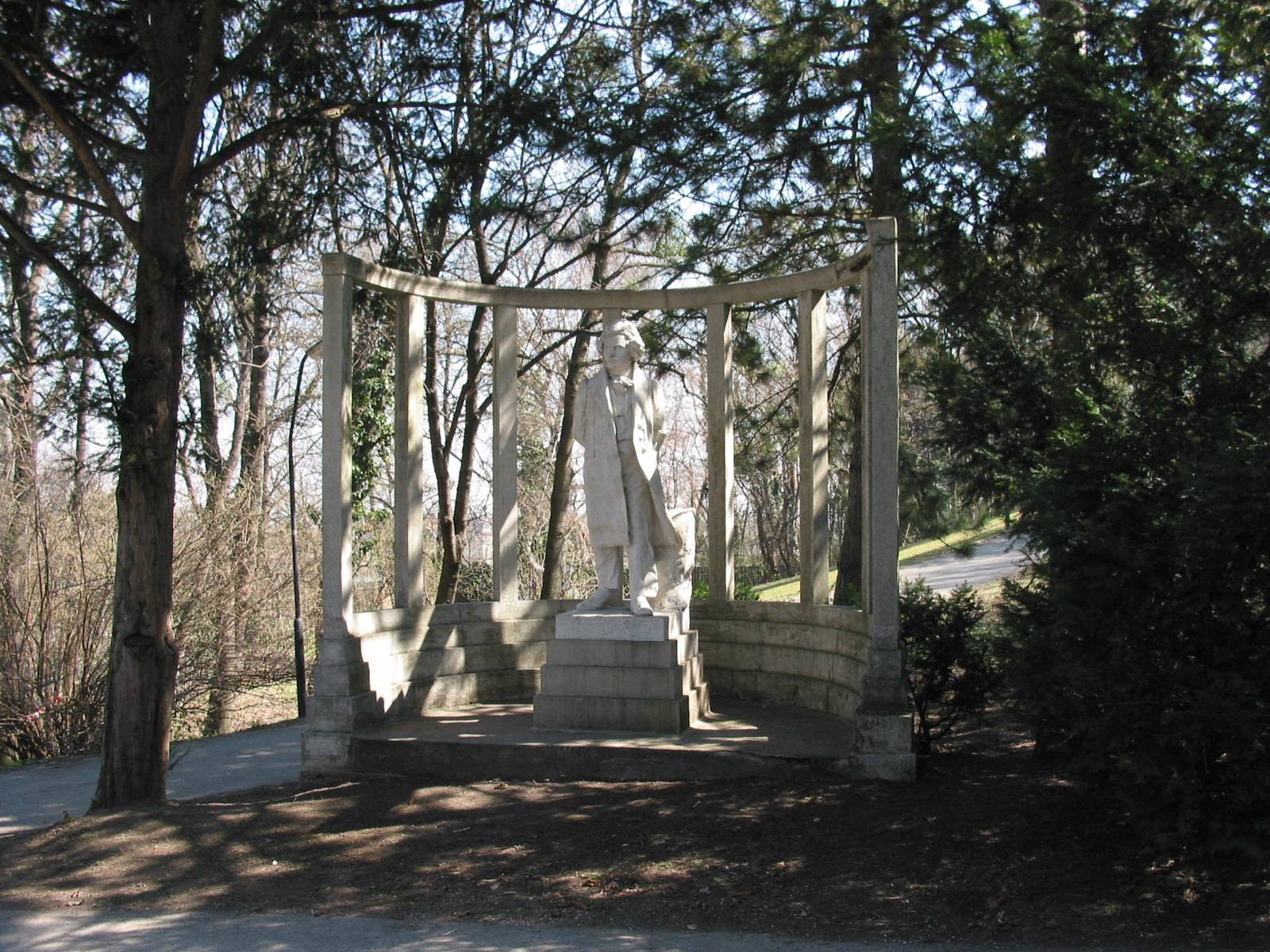
ハイリゲンシュタッター公園のベートーヴェン像（ウィーン、ハイリゲンシュタット）

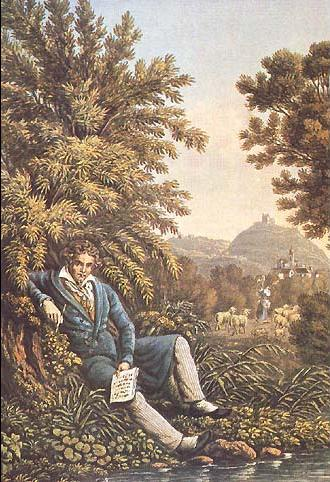
"Almanach der Musikgesellschaft" に描かれた「田園交響曲を作曲しているベートーヴェン」（1834年、チューリヒ）

第6交響曲は、ベートーヴェンの交響曲の中ではエロイカに続きタイトルが記された2番目の作品である。ベートーヴェンが自作にタイトルを付した例は、他に「告別」ピアノソナタ（作品81a）などがあるが、比較的に珍しい。とくにこの第6交響曲は、ベルリオーズやリストの標題音楽の先駆をなすものと見られている。
タイトルは、初演時に使用されたヴァイオリンのパート譜にベートーヴェン自身の手によって「シンフォニア・パストレッラ (Sinfonia pastorella) あるいは田舎での生活の思い出。絵画描写というよりも感情の表出」と記されている。
また、各楽章についても次のような標題が付されている。
1. 「田舎に到着したときの愉快な感情の目覚め」
2. 「小川のほとりの情景」
3. 「田舎の人々の楽しい集い」
4. 「雷雨、嵐」
5. 「牧歌　嵐の後の喜ばしい感謝の気持ち」

これらの標題は楽譜以外にも認められ、1808年12月17日付『ウィーン新聞』に掲載された初演演奏会の予告には「田舎の生活の思い出」という副題が見られる。ベートーヴェンが使用していたスケッチ帳にも同様の記述があり、「性格交響曲(Sinfonia caracteristica) あるいは田舎の生活の思い出」とされ、「シンフォニア・パストレッラ」は音による絵画的描写ではなく感情の表現であることが強調されている。
ベートーヴェンが「絵画的描写ではなく感情の表出」と強調したことについては、以下の理由が挙げられている。ひとつには、ベートーヴェン自身の理想主義的な作曲理念からのものであり、模倣のための模倣である描写語法を安易なものとして退け、音楽的脈絡や全体的構成の中で不可欠かつ必然性を持たせること、言い換えれば、描写語法のより高い次元での用法をめざしたのである。
スケッチ帳に書かれた「性格交響曲」についても同様であり、この言葉は創作者の世界観を表す純音楽という意味で用いられている。ベートーヴェンは、「誰でも田園生活の考えさえあれば、多くの説明がなくとも、作者の意とするところを自ら考えることができる」といって標題を詳しくすることを避けた。
もうひとつは、ベートーヴェンの作曲当時までによく書かれていた自然描写音楽へのアンチテーゼである。
その典型的なものとして、ベートーヴェンより少し早い世代の作曲家ユスティン・ハインリヒ・クネヒト（1752年 - 1817年）に15の楽器のための『自然の音楽的描写』（1784年）という標題音楽があり、この作品の5つの楽章は本作とほとんど同じ標題を持つ。
また、クネヒトには『雷雨によって妨げられた牧人の喜びのとき』（1794年）というオルガン作品もあった。ベートーヴェンがこれらの作品を知っていたかどうかについては現在まで確認されていないものの、田園交響曲との標題内容との一致から、ベートーヴェンがこれらの先行作品を意識していたことはほぼ確実と考えられている。
ベートーヴェンは田園を好み、ウィーンでは近郊を歩き回り、夏には田舎に生活して大自然に親しんだ。彼のスケッチ帳には「森の中で―自分は幸福だ―樹々は語る―汝を通して―おお神よ―なんと素晴らしい……」、「どの樹もみな自分に語るではないか。聖なるかな。聖なるかな。森の中は恍惚たり」などと書き付けてある。日本の音楽評論家門馬直衛は、こうした心情を音楽で語ったのがこの第6交響曲であるとする。

## 作曲時期

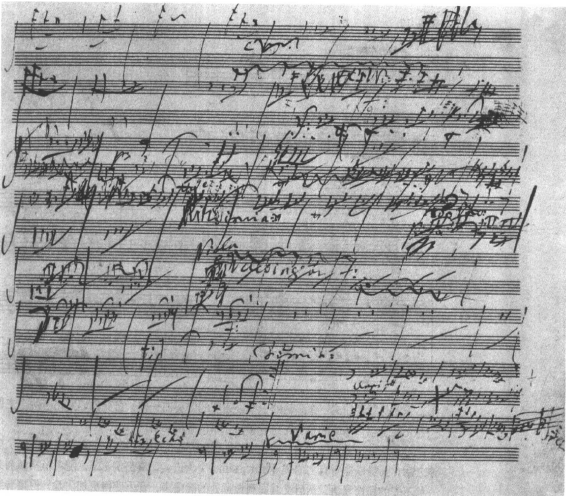
ベートーヴェンによる交響曲第6番のスケッチ

1807年暮れからスケッチが開始され、第5交響曲がほぼ完成した後の1808年初春から1808年初秋にかけて作曲された。
従来、交響曲第5番と第6番は同時期の作曲と見られていたが、ベートーヴェンのスケッチ研究の成果によって、両者の作曲時期はそれほど重なっていないことが明らかにされている。第6番のスケッチは、主として1808年初頭から同年9月ごろまでにベートーヴェンが使用していた「パストラール・シンフォニー・スケッチ帳」で確認できることから、実質的な作曲時期は1808年春からの約半年間である。一方、同スケッチ帳には第5番のスケッチはまったく現れておらず、第5番は前年の1807年中に筆が進められ、1808年の初頭には仕上げに入ったものと考えられる。
過去の研究では、19世紀の音楽学者グスタフ・ノッテボーム（1817年 - 1882年）によって、第6交響曲のスケッチは1806年に始まり、翌1807年夏ごろから本格的に取りかかり、1808年に仕上げに入って同年6月ごろ完成とされていた。
こうした事情から、これまで『田園』交響曲に対する見方は『運命』交響曲との比較論が中心で、両曲の性格の相違が強調される傾向にあった。例えば、『運命』での極度の精神的緊張、創造力の爆発的な噴出に対して、ベートーヴェン自身が精神的バランスを維持するための創造形式が『田園』である、といった見方である。しかし、このような情緒的解釈は、交響曲様式の革新性において第5番に劣らない本作の意義を見落としかねない。
なお、1803年6月ごろから1804年4月ごろまで使用していた「ランツベルク6」と呼ばれるスケッチ帳に第6番の主題のわずかな萌芽を見ることができる。1807年7月から8月にかけて使用された「ハ短調ミサ・スケッチ帳」にも第6番第1楽章の主題に発展する原形が見られるが、これらはすべて断片的であり、本格的な創作は「パストラール・シンフォニー・スケッチ帳」使用期と見られる。

## 初演・出版
1808年12月22日、オーストリア・ウィーンのアン・デア・ウィーン劇場において、ベートーヴェン自身の指揮によって初演。第5交響曲やピアノ協奏曲第4番、合唱幻想曲などとともに演奏された。このとき、本作は「第5番」とされ、現在でいう第5番が「第6番」となっていたが、1809年に出版されたパート譜では現在の番号となっている。
ロプコヴィッツ侯爵、ラズモフスキー(en:Andrey Razumovsky)伯爵に献呈された。
1809年5月に管弦楽パート譜、1826年5月に総譜が、ともにライプツィヒのブライトコプフ・ウント・ヘルテル社より出版された。

## 楽器編成
- ピッコロ 1（第4楽章のみ）、フルート 2、オーボエ 2、クラリネット 2、ファゴット 2
- ホルン 2、トランペット 2（第3楽章～第5楽章）、トロンボーン 2（アルト、テノール）（第4楽章と第5楽章）
- ティンパニ（第4楽章のみ）
- 弦5部（第1ヴァイオリン、第2ヴァイオリン、ヴィオラ、チェロ、コントラバス）[8]

前作第5番と比較すると、コントラファゴットが使用されず、トロンボーンは3管から2管に減少しているものの、通常の2管編成に加えてピッコロやトロンボーンが使用されており、これらの楽器の定着化と楽器編成の拡大が推し進められている。

## 曲の構成
新しい交響曲形式として5楽章構成が試みられている。この時期のベートーヴェンは楽章構成上の有機的な統一感を追求しており、前作第5番同様の切れ目のない楽章連結を受け継ぎつつ、ここではさらに徹底して、第3楽章以降の3つの楽章が連結されている。
第4楽章の「嵐」は、実質的に第3楽章と第5楽章の間の長い挿入句であり、交響曲全体の中で果たす役割は、ソナタ形式の展開部の機能に似ている。このことは、ベートーヴェンは田園交響曲においてソナタ形式の構成を作品全体に拡張しようとしたともいえる。
なお、ブライトコプフ&ヘルテル社は初版パート譜作成時、第1・4・5楽章の表題をベートーヴェンから送付された原稿の形から改変し（第4楽章では「雷Donner」を「雷雨Gewitter」とするなど）、原稿や直筆スコアのニュアンスを率直に伝えていない。この書き換えは旧ベートーヴェン全集、オイレンブルク版スコアやリプリント版パート譜、21世紀に入って出版されたハウシルト校訂のブライトコプフ社新版にまで及んでおり、デルマー校訂のベーレンライター版、ヘンレ社=ドゥフナー校訂の新ベートーヴェン全集版はベートーヴェンが関与した手稿に立ち戻っている。

### 第1楽章

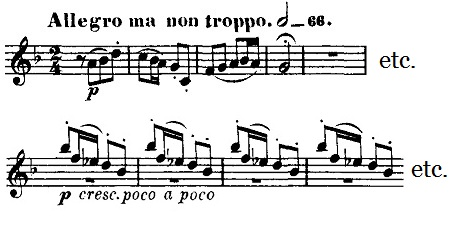
第1楽章：第1主題とその動機展開

「田舎に到着したときの愉快な感情の目覚め」。アレグロ・マ・ノン・トロッポ、ヘ長調、4分の2拍子
ソナタ形式。弦のほかは木管とホルンのみが使用される。
チェロとヴィオラの5度の保続音の上に第1ヴァイオリンが第1主題を出す。4小節で独立しており、半終止のフェルマータは、第5交響曲の冒頭と呼応している。木管の3連符とヴァイオリンの経過句でト長調となり、第2主題はハ長調、4小節の単純な句が第1ヴァイオリンから次第に低い弦に移っていく。
展開部では徹底的に第1主題動機を扱う。変ロ長調からニ長調(実はト長調のドミナント)、ト長調へと転調しつつ、主題の動機を36回繰り返す。一段落すると、今度はト長調からホ長調(実はイ長調のドミナント)、イ長調へと転調しつつ同様な反復となる。
再現部では第2ヴァイオリンとヴィオラによって第1主題が示される。4小節目の半終止の代わりに第5小節から第1ヴァイオリンの軽快な句が現れるが、これは第5番の第1楽章再現部でのオーボエの叙唱句と同様の筆法である。第2主題では型どおりにヘ長調をとる。コーダでは展開部と同じように始まるが、すぐに転調して木管と弦のかけあいから弦のみとなり、クラリネットとファゴットの重奏、ヴァイオリン、フルートと続いて全合奏で終わる。

### 第2楽章

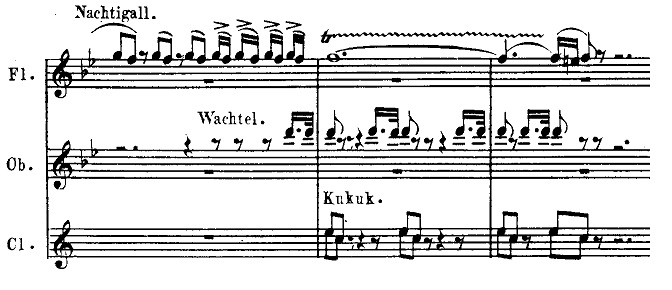
第2楽章：結尾での小鳥の模倣部分（上段フルート、中段オーボエ、下段クラリネット）

「小川のほとりの情景」。アンダンテ・モルト・モッソ、変ロ長調、8分の12拍子
ソナタ形式。チェロとコントラバスのピチカートに、第2ヴァイオリン、ヴィオラ、独奏チェロ（2人が弱音器を付けて弾く）が小川のせせらぎのような音型を加え、その上に、第1ヴァイオリンが静かな第1主題を示す。第2主題はヘ長調、第1ヴァイオリンが高音域から分散下行、分散上昇するが、さらにファゴットが歌う主題に他の楽器が集まって発展する。その後、第1主題による短いコデッタを経て展開部に入る。
展開部では主として第1主題を扱いながら転調していく。ここでは木管楽器の充実した書法が特徴的であり、木管のフレーズは再現部でも装飾的用法として現れる。
やがてヘ音の持続上にフルートが第1主題を示して再現部となる。再現部は第1主題部は短縮されているが、第2主題以降は概ね型通りである。ヴァイオリンにしばしば現れるトリルは、小鳥のさえずりを象徴化したもので、この小鳥の描写はコーダに入ると明確に注釈入りで示されることとなり、フルートがサヨナキドリ（ナイチンゲール）、オーボエがウズラ、クラリネットがカッコウをそれぞれ模倣して鳴き交わす結びとなる。

### 第3楽章
「田舎の人々の楽しい集い」。アレグロ、ヘ長調、4分の3拍子
複合三部形式をとり、事実上のスケルツォ楽章。主部は弦のスタッカート主題（ヘ長調）に木管の旋律がニ長調で応答する。これが繰り返されると今度は弦がニ長調のまま主題を出し、木管はハ長調となる。ハ長調は主調であるヘ長調の属和音（ドミナント）調であり、総奏へと昂揚してヘ長調に戻る。ベートーヴェンが自然な音楽の流れの中できわめて見事な調的コントラストを見せる部分である。
主部の後半では、オーボエの軽やかな主題がクラリネットからホルンへと受け継がれて、この作品の大きな特徴である管楽器の効果的な活用が強調される。また、オーボエの旋律にファゴットが単純な音型で合いの手を入れるのは、オーストリアの田舎の楽隊が、演奏中に居眠りしながらふと目を覚まして楽器を持ち直したりする様子をユーモラスに描いたものと解釈されている。
中間部では4分の2拍子となり、ここからトランペットも加わって盛り上がるが、性格の異なる3,4,5楽章が連続して演奏される構成のためか、中間部は主部とのコントラストがベートーヴェンの他の三部形式楽章ほど強くない。以上が繰り返され、テンポ・プリモから主部がやや変化した形で戻る。プレストに速度を上げてクライマックスを築くと、アタッカで第4楽章へとつづく。

### 第4楽章

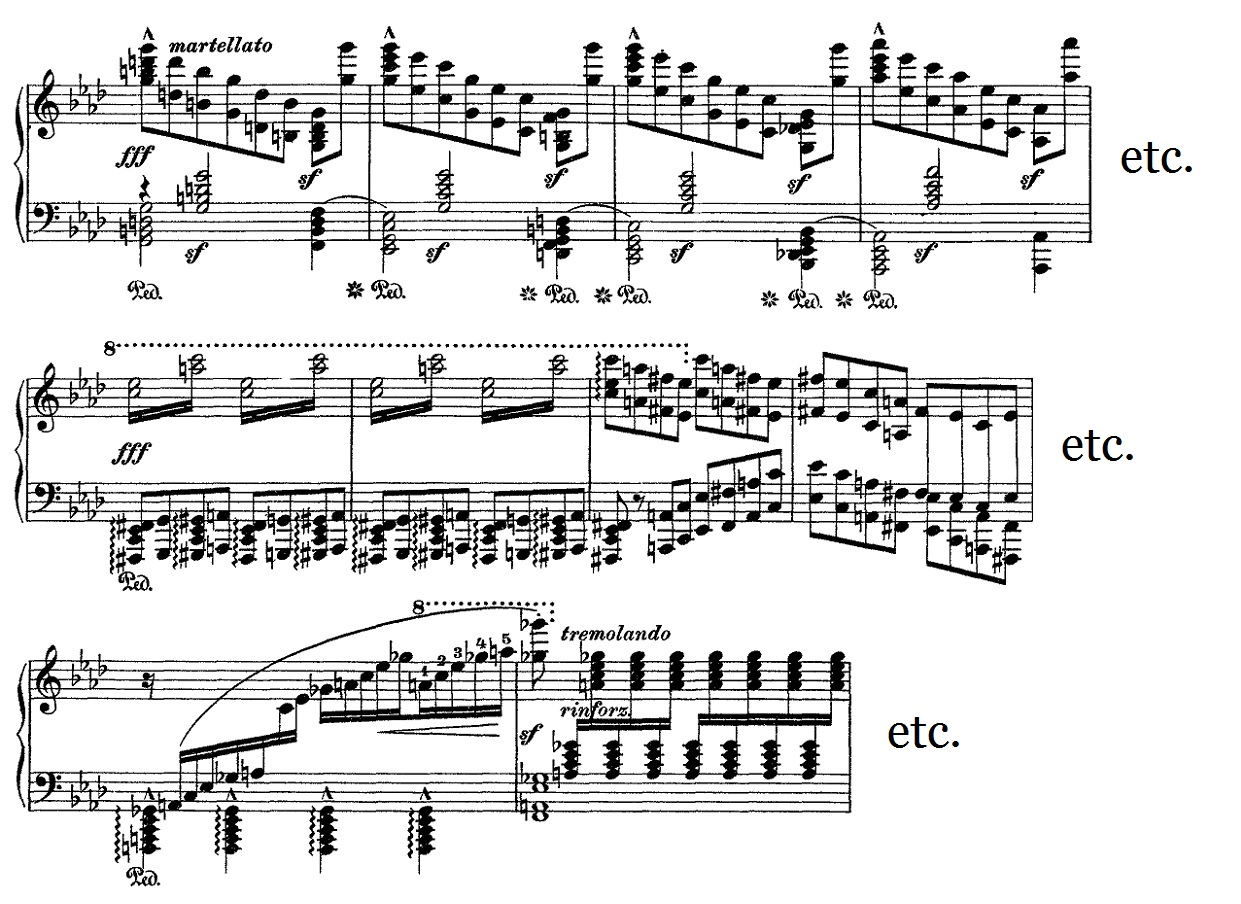
第4楽章（リストによるピアノ用編曲版）

「雷雨、嵐」。アレグロ、ヘ短調、4分の4拍子
ティンパニ、トロンボーン（2本）、ピッコロが加わる。全曲でもっとも描写的な部分。
第3小節に現れる動機が主要な材料となっているものの、古典的な形式には当てはまらない。音楽進行がリアルタイムを表現しており、時々刻々と変化する自然の様相が決して時間的に復帰することがないように、音楽形式の一般的構造である開始主部とその再現的な反復という枠組み構造に従っていない。和声的には、主調の短6度上の変ニ長調から始まり、さまざまな調性領域を通って終楽章の属調であるハ長調に収束する。こうした和声的な不安定さは、相対的に他の楽章の安定性を際だたせている。
まず、低弦が遠雷のようなトレモロを示し、第2ヴァイオリンの慌ただしい走句を経てやがて全合奏の嵐となる。ここには、この作品で追求された重要な革新的語法が認められる。変ニ長調から変ホ短調、ヘ短調へと転調する中でバス声部は半音階上行するが、これには各調の根音省略体の第1転回形（導音バス）による減七の和音が用いられている。同時にデュナーミクの面でもピアニッシモからフォルティッシモへと変化し、不安と緊張を表すという減七和音の性格が二重の意味によって利用されている。ヘ短調の確立後、バス声部でチェロは5連符による5度上行、コントラバスは4連音による4度上行が重ねられ、一種のトーンクラスター的な不協和音を生じている。この両バス声部の軋りに、ティンパニの連打、管楽器の咆哮、ヴァイオリンの走句が激しい風雨や稲妻の閃光を暗示する。
この楽章に用いられているもうひとつの注目すべき語法は、強弱の急転換によるコントラストである。嵐は一時落ち着くかに見えるが、遠くの雷鳴に突然の稲光のようなピアニッシモと強打が交互に現れる発展の中で再び激しくなっていく様子が示される。嵐の猛威は、ピッコロの燦めき、減七和音を伴った半音階句の上下行によって表出される。ようやく嵐が凪ぐと、オーボエによるハ長調のうららかな旋律が聞かれる。ここでは、楽章冒頭の変ニ長調の8分音符の音型が4倍に拡大され、2分音符の動きとなって優しく歌われ、雲がとぎれて日の光が差し始める兆しがうかがえる。そして、フルートの愛らしい上昇音型（第7小節ですでに示されていた音型）となり、アタッカで第5楽章につづく。

### 第5楽章

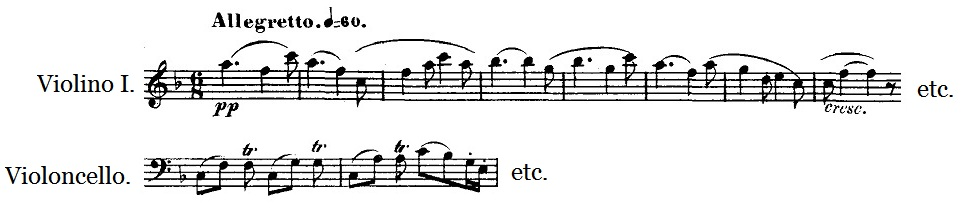
第5楽章：第1主題とチェロの経過句

「牧歌　嵐の後の喜ばしい感謝の気持ち」。アレグレット、ヘ長調、8分の6拍子
ロンド形式とソナタ形式の混成によるロンドソナタ形式。
冒頭、クラリネットの素朴な音型にホルンが音程を拡大して応えるが、「ホルン5度」による純粋かつ自然な響きが浄化された感じを高める。加えて、ヴィオラとチェロによる第1楽章同様の空白5度の保持音を伴っており、牧歌風が強調される。
チェロのピチカートの上に第1ヴァイオリンが前奏に出た音型の転回形に基づく主要主題（第1主題）を示し、第2ヴァイオリン、さらに低弦とホルン、木管へと移っていく。副主題（第2主題）はハ長調で第1ヴァイオリンに示され、第1楽章の第1主題との関連がある。この終止とともに冒頭主題が回帰してくる。
新しい中間主題は変ロ長調、クラリネットとファゴットのオクターヴで現れ、これに第1主題に基づく展開風な経過句がつづく。
やがて第1主題の前奏がフルートに帰ってきて、クラリネットがこれに応えると、再現部となる。第1主題は第2ヴァイオリンに出るが、同時に主要主題に基づく変奏が無窮動風な16分音符のオブリガート対旋律となって、第1ヴァイオリンから第2ヴァイオリン、ヴィオラとチェロへと受け継がれて高揚していく。
第2主題はヘ長調で戻ってくる。
提示部と同様に再現部が終わると、ここから長大なコーダに入り、第1主題による変奏的展開となり、大きな高揚を示す。その過程では、クラリネットやファゴットの短いリズム音型に第2楽章の小鳥のさえずりを思い起こさせる音色や響きも出る。チェロとファゴットに16分音符のオブリガート対旋律が再び出ると、ここから無窮動風な律動が大きなうねりとなって最後のクライマックスを呼び起こす。頂点から急速に音量を落としてピアニッシモで弦楽が主要動機を示し、最後は弱音器を付けたホルンが楽章冒頭のクラリネットの原主題を回想し、各弦楽が弧を描くようなオブリガート音型を受け渡しながら下行し、全曲を閉じる。